# China Fortune Land Development
Die China Fortune Land Development AG (chinesisch 华夏幸福基业股份有限公司, Pinyin Huáxià Xìngfú Jīyè Gǔfēn Yǒuxiàn Gōngsī), auch bekannt als China Fortune, ist ein börsennotierter chinesischer Immobilienentwickler mit Sitz in Peking, der seit dem 19. Februar 2019 von dem Bauingenieur Wu Xiangdong (吴向东, * 1967) geleitet wird und sich auf die Entwicklung von Industrieparks konzentriert. Sie sind die aktuellen Besitzer des chinesischen Super-League-Clubs Hebei China Fortune FC, den sie am 27. Januar 2015 gekauft haben. Laut dem amerikanischen Magazin Forbes gehörte die Firma 2018 zu den am schnellsten wachsenden Unternehmen der Welt. China Fortune ist in 10 Ländern aktiv.
China Fortune Land Development war Bestandteil des CSI 300 Index (Index für große bis mittelgroße Unternehmen an den Börsen auf dem chinesischen Festland) sowie dessen Subindex CSI 100 Index. Seit Juni 2017 ist es auch Teil des SSE 50 Index des Shanghai Stock Exchange.

## Website
- Englische Website